# Gare de Bakou
La gare de Bakou (en azéri : Bakı Dəmir Yolu Vağzalı) est la principale gare ferroviaire de l'Azerbaïdjan située à Bakou.
Elle est desservie par la station 28 May du Métro de Bakou.

## Service des voyageurs

### Desserte
Aujourd’hui, les trains longue distance arrivent à la gare de Bakou. De cette gare les trains partent à destination de Moscou, Kiev, Tbilissi, Saint-Pétersbourg, Kharkov, Tumen, Rostov-sur-le-Don et dans les villes azerbaïdjanaises : Akstafa, Bélokan, Horadiz, Gandja, Astara. Après l’ouverture de la ligne Bakou-Tbilissi-Kars, il est prévu d’ouvrir des liaisons vers Kars et Istanbul. Les trains de banlieue partent de la station de Kichli.